# 莊玉珠
莊玉珠（1960年10月4日—），中華民國政治人物，無黨籍，曾代表民主進步黨任台南市議員，是前民主進步黨臺南市黨部主任委員蔡介雄的媳婦。

## 事件
2014年12月31日，民主進步黨中央評議委員會宣布，五位臺南市議員陳朝來、蔡秋蘭、曾王雅雲、梁順發與莊玉珠在本年臺南市議會議長選舉跑票，開除黨籍。
2018年10月9日，莊玉珠不滿民進黨臺南市黨部發出黑函指控她、蔡秋蘭與陳朝來在2014年臺南市議會議長選舉中跑票「背骨」，到臺南市政府警察局第四分局華平派出所控告臺南市黨部違反《公職人員選舉罷免法》。民進黨臺南市黨部文宣內容使用｢拿著選票換鈔票｣、｢到底一票拿多少?｣、｢轉身換取自身利益」等污衊字眼，已嚴重莊玉珠詆毀人格。莊玉珠在該案件，已由台南地檢署於104年11月5日「104年度選偵字第8號」確定不起訴在案；莊玉珠之夫蔡啟新部分也由台灣台南地方法院、台灣高等法院台南分院106年2月17日都認定與本案無關而宣判無罪，台南高分檢檢察官未再上訴。莊玉珠也舉辦記者會指控，這是民進黨新潮流系「殺珠三部曲」之一。民進黨臺南市黨部執行長蔡麗青表示，這份文宣是臺南市黨部製作的，並非黑函，是向黨員陳述跑票事實，不會影響以無黨籍參選的候選人。

## 2018年選舉政見
1. 加強穿透式圍牆、充足的保全人力，提升校園安全
2. 比照五都，爭取台南市65歲以上老人免繳健保費
3. 爭取特色公園，打造老、中、少共容遊憩園地
4. 建立網路公共政策平台，讓市民能參與表達意見
5. 每一活動中心，設立一C點巷弄長照站，造福全市更多老人
6. 幼托收費逐步比照公立，減少家長負擔
7. 中止房屋稅調漲，不溯及既往
8. 爭取共享辦公室、公共住宅，協助青年創業並降低負擔

## 政治

### 2014年台南市議員第15選區選舉
| 號次 | 黨籍       | 姓名   | 得票數 | 結果 |
| ---- | ---------- | ------ | ------ | ---- |
| 1    | 中國國民黨 | 蔡淑惠 | 15,012 |      |
| 2    | 民主進步黨 | 周明德 | 8,837  | -    |
| 3    | 中國國民黨 | 林美燕 | 13,165 |      |
| 4    | -          | 陳進益 | 4,112  | -    |
| 5    | 民主進步黨 | 莊玉珠 | 9,815  |      |
| 6    | 民主進步黨 | 呂維胤 | 15,588 |      |

## 外部連結
- 臺南市議會議員資訊網 （页面存档备份，存于）
- 莊玉珠的Facebook專頁